# Cassa di Risparmio della Provincia di Chieti
La Cassa di Risparmio della Provincia di Chieti S.p.A. o brevemente CariChieti, dal 22 novembre 2015 in liquidazione coatta amministrativa, è stato il principale ente creditizio della città di Chieti e provincia.
Dal giorno successivo è stata rifondata, come Good Bank, con la nuova denominazione di Nuova Cassa di Risparmio di Chieti S.p.A. o in breve Nuova CariChieti, con la "parte buona" della vecchia banca.
Il 10 maggio 2017 si è perfezionata la cessione a Unione di Banche Italiane S.p.A. (UBI Banca) di Nuova Cassa di Risparmio di Chieti S.p.A.
Conseguentemente, con provvedimenti della Banca d'Italia è stata dichiarata la cessazione della qualifica di "ente ponte" dell'intermediario, che prosegue l'attività nell'ambito del Gruppo UBI.

## Storia

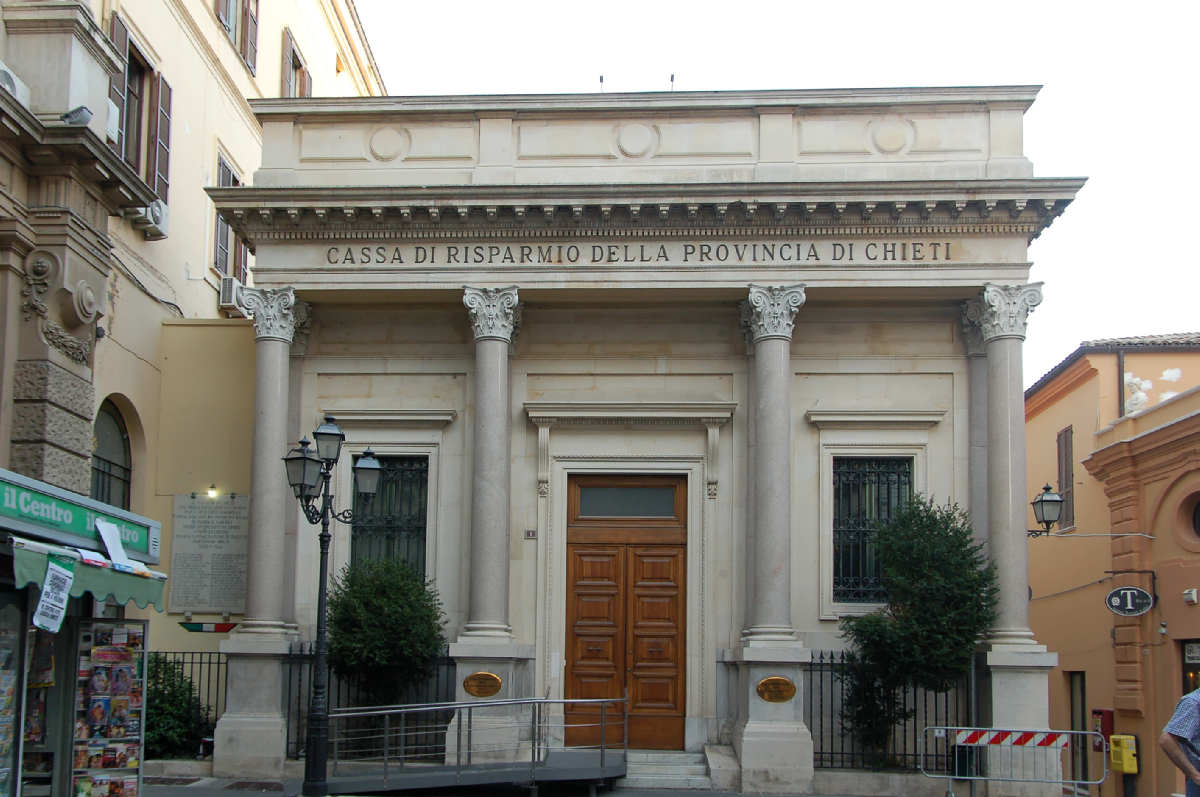
La sede storica della Carichieti

La Cassa di Risparmio della Provincia di Chieti S.p.A., brevemente denominata Carichieti S.p.A., è stato il principale ente creditizio della città di Chieti e Provincia per oltre 150 anni.
L'istituto è stato fondato a Chieti nel 1862. La Cassa nasce con Decreto di Vittorio Emanuele II andando a rappresentare, all'indomani della proclamazione del Regno d'Italia, uno dei primissimi istituiti di risparmio e credito del Mezzogiorno.
La denominazione originaria è quella di Cassa di Risparmio Marrucina, dal nome della popolazione italica che ebbe come capitale Teate (l'odierna Chieti).
Come tutte le Casse di Risparmio dell'epoca, era un ente pubblico e aveva la missione di operare quale supporto finanziario al contesto economico e sociale del territorio di riferimento.
Nel biennio 1928-29 si attua uno dei più importanti sviluppi dell'Istituto, con l'apertura delle filiali di Chieti Scalo, Francavilla al Mare, Lanciano, Vasto e Bucchianico.
Nel 1938, poi, venne incorporata anche la Cassa di Risparmio di Guardiagrele, che era stata costituita nel 1876 dopo la trasformazione del soppresso Monte Frumentario della città.
Con questa incorporazione e con quella delle tre filiali di Fara Filiorum Petri, Orsogna e Rapino, la Cassa di Risparmio Marrucina muta la propria denominazione in Cassa di Risparmio della Provincia di Chieti, acquisendo la veste di Istituto di Credito a livello provinciale.
Dopo il secondo conflitto mondiale, riprende con più ampio respiro l'apertura di nuove filiali e nel decennio tra il 1950 e il 1960, anno dopo anno, si assiste ad un consolidamento e sviluppo della presenza sul territorio.
Tra il 1960-70 il ruolo della Cassa di Risparmio della Provincia di Chieti assume un rilievo tutto particolare.
L'arrivo degli anni Sessanta vede la Cassa partecipare attivamente al processo di industrializzazione in atto: contribuisce fattivamente alla costituzione prima del Consorzio per l'Area di Sviluppo Industriale della Val Pescara, quindi del Nucleo d'Industrializzazione del Vastese, del Sangro, dell'Aventino. Nello stesso decennio, con decisivi contributi economici, la Cassa prende parte in prima linea alla nascita della Libera Università degli Studi “G. D'Annunzio”.
Nel decennio successivo, 1970-80, consolida la propria posizione rafforzando l’organizzazione territoriale con l’apertura di nuovi sportelli, sollecitata dai numerosi Comuni della Provincia di Chieti, portando il servizio bancario in zone che ne erano sprovviste, assolvendo ad una sorta di “missione sociale”.
In quegli anni la Cassa registra una crescita straordinaria: gli sportelli in Provincia arrivano a 30. Allo stesso tempo assolve un ruolo di primo piano nella promozione della cultura, contribuendo allo sviluppo del settore con opere di beneficenza e di pubblica utilità cui per statuto era tenuta.
Sono questi gli anni nei quali la Cassa arricchisce il patrimonio artistico di proprietà con l’acquisto di centinaia di pezzi pregiati tra dipinti e sculture d’autore acquista più di 500 opere d’arte tra quadri e sculture, consolidando il proprio patrimonio di reputazione e di prestigio.
Negli anni a cavallo tra il 1980 e il 1990 si adopera fortemente nel processo di sviluppo del settore bancario per offrire alla propria clientela una rete di servizi sempre più moderna e funzionale pur continuando ad assicurare quella tipicità d’iniziative proprie di un Istituto locale.
Nel frattempo consolida il patrimonio immobiliare con l’acquisto del vasto complesso di Chieti Scalo dove viene trasferita la Sede degli uffici di Presidenza e Direzione Generale.
A fine decennio sono 38 le unità operative, in concomitanza cresce a ritmi intensi l’organico del personale per adeguare i servizi alle esigenza del sistema economico.
Nel 1990, con la legge, e il successivo decreto legislativo, sulla ristrutturazione del sistema creditizio (cd. legge Amato), la Cassa presenta un progetto di ristrutturazione, approvato con decreto del Ministro del Tesoro Carli del giugno 1992, che prevede il conferimento, previo supporto, dell'azienda bancaria in una costituenda Società per Azioni denominata Cassa di Risparmio della Provincia di Chieti S.p.A., denominazione commerciale CariChieti SpA - con capitale sociale iniziale di 80 miliardi di lire e l'adozione di un nuovo statuto da parte dell'ente conferente, che assume la denominazione di Fondazione Cassa di Risparmio della Provincia di Chieti.
In quegli anni Il suo capitale era detenuto all'ottanta per cento dall'omonima fondazione e il venti per cento dal gruppo Intesa Sanpaolo.
Nel delicato passaggio tra il XX ed il XXI secolo, segnato da profonde trasformazioni, CariChieti continua a godere di ottima salute, con un trend di crescita considerevole.
La Banca attua un intenso piano di sviluppo territoriale, irradiandosi nel territorio con l'apertura di nuove succursali e il posizionamento in nuove zone operative fuori regione, a Roma, Perugia, Milano e Potenza.
Nel luglio del 2012 CariChieti raggiunge l’importante traguardo, festeggiando il 150º anniversario.
A seguito di varie vicissitudini, con decreto del 22 novembre 2015, è stata posta in liquidazione coatta amministrativa ed è  stata rifondata come Good Bank, con la nuova denominazione di Nuova Cassa di Risparmio di Chieti S.p.A. o in breve Nuova CariChieti, con la "parte buona" della vecchia banca, proseguendo l’attività fino al 10 maggio 2017, giorno in cui si è perfezionata la cessione a Unione di Banche Italiane S.p.A. (UBI Banca).

### L'insolvenza
La CariChieti è stata commissariata dal Ministero dell'economia e delle finanze, con decreto del 5 settembre 2014, su proposta dalla Banca d'Italia ed è stata posta in amministrazione straordinaria per pesanti irregolarità amministrative.

#### Il D.L. 183/2015
Il 22 novembre 2015 il Consiglio dei ministri approva il decreto-legge n. 183, che su proposta della Banca d'Italia, ha disposto la risoluzione dell'istituto come da normativa BRRD (Bank Recovery and Resolution Directive) recepita, appena 6 giorni prima, con il D.Lgs 180/2015 del 16 novembre, con l'azzeramento totale del valore delle azioni e delle obbligazioni subordinate.
I commissari sono decaduti il 22 novembre in seguito alla cessione della vecchia banca, messa in liquidazione, a favore della nuova, denominata Nuova Cassa di Risparmio di Chieti S.p.A., che ha assorbito i diritti, le attività e le passività positivi, con esclusione delle passività subordinate (c.d. Bridge Bank) e iniziato ad operare il 23 novembre, dopo essere stata autorizzata dalla Banca d'Italia il giorno precedente che ha anche nominato il CdA, presieduto da Roberto Nicastro.
I prestiti in sofferenza che residuano una volta fatte assorbire le perdite dalle azioni e dalle obbligazioni subordinate, invece, sono confluiti in una bad bank unica, priva di licenza bancaria, assieme a quelli di Banca delle Marche, Cassa di Risparmio di Ferrara e Banca Popolare dell'Etruria e del Lazio che hanno avuto analogo epilogo. La bad bank cercherà di collocare gli assets sul mercato ad operatori specializzati avendo ricevuto in carico tali crediti al valore attuale dopo una pesante svalutazione di libro. Anche la nuova banca, sarà comunque collocata sul mercato ad un prezzo, si ipotizza, maggiore della capitalizzazione effettuata dal fondo nazionale di risoluzione che ammonta a 141 milioni di euro oltre ad avere coperte le perdite patrimoniali dovute alla svalutazione dei crediti finiti nella bad bank. Al Fondo di risoluzione partecipano tutti gli istituti italiani che sono stati chiamati a versarvi le quote anticipate dei primi 3 anni per concludere l'operazione del controvalore di circa 3,6 miliardi di euro di cui nessuno proveniente dallo Stato.

##### Critiche ai provvedimenti
La risoluzione dell'istituto di credito teatino è stato oggetto di un'interrogazione parlamentare di alcuni deputati abruzzesi del Movimento 5 Stelle, secondo cui i bilanci della banca precedenti al commissariamento potrebbero non essere compatibili con la successiva insolvenza e non si sarebbero seguiti dei criteri chiari nella svalutazione di tutte le sofferenze bancarie al 17,6%.
La sentenza del tribunale di Chieti, con cui è stata dichiarata l'insolvenza, ha stabilito che non ci sono elementi per affermare che ci fosse al momento della risoluzione della banca voluta dal Ministero dell'Economica su proposta della Banca d'Italia uno stato d'insolvenza, che si è rilevato anche a seguito di rettifiche sul valore dei crediti in sede di valutazione provvisoria con criteri privi di adeguate giustificazioni e che invece era inequivocabile al momento della liquidazione. Sempre la procura della Repubblica di Chieti ha inserito nel registro degli indagati per violazione della legge fallimentare colui che è stato, su nomina della Banca d’Italia, commissario della Carichieti ed amministratore delegato della Nuova Carichieti, Salvatore Immordino, che dal luglio 2015 è diventato amministratore delegato della Rev Gestione Crediti Spa, la società che gestisce i crediti deteriorati delle quattro banche sottoposte a risoluzione dal decreto-legge 183/2015.
Valerio Lemma, professore di diritto dell'economia all'Università telematica "Guglielmo Marconi" e autore del saggio Chi ha ucciso la Carichieti, ha manifestato, commentando la sentenza del Tribunale di Chieti e citando il parere di vari suoi colleghi, il sospetto che nel caso della CariChieti si sia assistito all'"omicidio" di un'impresa non commissariata per perdite patrimoniali, ma per irregolarità gestionali, operato con delle valutazioni errate da parte delle autorità, che avrebbero causato l'insolvenza. Ferruccio de Bortoli ha definito il giudizio del docente un'interpretazione eccentrica in un articolo sul Corriere della Sera, al quale lo stesso Lemma ha risposto accusando il giornalista di non aver colto il senso del suo pensiero.

## Nuova Cassa di Risparmio di Chieti S.p.A.
Il 10 maggio 2017 si è perfezionata la cessione ad Unione Banche Italiane S.p.A. (UBI Banca) di Nuova Cassa di Risparmio di Chieti S.p.A. o brevemente Nuova CariChieti S.p.A.,  che prosegue la propria attività nell’ambito del Gruppo UBI.
Il capitale sociale della nuova banca di 141 milioni di euro è interamente detenuto da Unione Banche Italiane (UBI Banca).
Nuova Cassa di Risparmio di Chieti S.p.A. è appartenente al Gruppo UBI Banca, iscritto all’Albo dei Gruppi Bancari n. 3111.2 ed è soggetta ad attività di direzione e coordinamento del Socio Unico UBI BANCA SPA.
Sede Legale Via Nazionale, 91 - 00184 Roma
Dir. Generale Via Colonnetta, 24 - 66100 Chieti
Cod. fiscale e Partita IVA 13614841008 -  Cod. ABI 06050-9  -  Cod. REA 1460792
Aderente al Fondo interbancario di tutela dei depositi
Il C.d.A. è composto dal:
- Presidente Osvaldo Ranica
- Amministratore delegato Raffaele Avantaggiato
- Consiglieri Raffaele Avantaggiato e Maria Pierdicchi

Il collegio sindacale è composto dal:
- Presidente Paolo Di Paolo
- Componenti Marco Sacconi e Giovanni Battista Calì.

Nuova CariChieti S.p.A. -  Gruppo UBI Banca, ha 58 filiali situate prevalentemente in provincia di Chieti e in misura marginale nel resto d'Abruzzo, a Roma, Perugia, San Benedetto del Tronto e Milano con 513 dipendenti (dati al 15/6/2017).
Il 6 settembre 2017, Nuova Carichieti S.p.A. cambia denominazione diventando Banca Teatina S.p.A. (Gruppo UBI Banca) trasferendo la sede legale a Bergamo in Piazza Vittorio Veneto 8.
Banca Teatina S.p.A. ha adottato come insegna quella della capogruppo UBI Banca e è stata incorporata in UBI Banca S.p.A. il 26 febbraio 2018.

## Sedi
La sede storica è a Chieti alta in Largo Martiri della Libertà (ex piazza San Domenico), accanto al palazzo della Provincia. L'edificio è tardo ottocentesco, negli anni '20 del Novecento, è stato abbellito in stile neoclassico con ordine di colonne a capitello ionico, architrave piano con l'iscrizione CASSA DI RISPARMIO DELLA PROVINCIA DI CHIETI,  picchettata nel 2018 per la nuova sigla UBI Banca. Il palazzetto ha pianta quadrangolare, l'interno con intonaci e marmi, ha subito restauri moderni.
Le sedi di Chieti Scalo sono il palazzo in via Colonnetta, dove tuttora ha sede la filiale teatina dell'UBI Banca, precedentemente della CariChieti, e poi un palazzo accanto alla chiesa della Madonna  delle Piane, in via dei Vestini.
A Vasto una filiale, ora dell'UBI Banca, è in un palazzo all'incrocio di via Cavour con piazza Marconi. A Lanciano un edificio storico razionaliata, in via Vittorio Veneto, ha la sigla dell'Ubi Banca.